# Valerie Gross
Valerie Gross é uma produtora discográfica alemã de música clássica. Gross ganhou o Grammy de 2006 na categoria de Melhor Gravação de Ópera pelo álbum de 2006 de Osvaldo Golijov, Ainadamar.